# Lorde Randolph Churchill
Lorde Randolph Henry Spencer-Churchill (13 de fevereiro de 1849 — 24 de janeiro de 1895) foi um nobre e estadista britânico, também conhecido por ter sido o pai do primeiro-ministro sir Winston Churchill.

## Família e educação
Randolph Spencer-Churchill era o terceiro filho de John Spencer-Churchill, sétimo duque de Marlborough e de sua esposa, Frances Vane, filha do Charles Stewart, terceiro Marquês de Londonderry. Ele nasceu em Wilton Terrace n° 3, Belgravia, Londres.
Foi educado inicialmente em casa, antes de ser matriculado na Escola Preparatória de Tabor. Em janeiro de 1863, ele foi para Eton College, onde estudou até julho de 1865. Enquanto esteve em Eton, Churchill não se destacou em trabalho acadêmico nem em esportes; pessoas da mesma época descreveram-no como um garoto animado e incontrolável. Era também um ávido leitor.
Em outubro de 1867, Randolph foi matriculado em Merton College, na Universidade de Oxford, onde obteve um diploma de segunda classe em Jurisprudência e História Moderna em 1870.

## Carreira
Em 1874, entrou na Câmara dos Comuns como um membro conservador pelo distrito eleitoral de Woodstock. Seu discurso de estréia, lido em sua primeira sessão, contudo não causou impressão na Casa. Randolph então começou a atacar o ministério conservador com sua incisiva arte do discurso, pela qual ficou famoso.
Durante o gabinete de William Ewart Gladstone (1880-85), ele aliou-se com outros independentes Tory (notoriamente com Wolff, Gorst e Balfour) para formar o chamado "Fourth Party", que advogava um novo conservadorismo, mais democrático e mais aberto à necessidade de reformas sociais e políticas. O Fourth Party defendia um conjunto de concepções anunciado como "Democracia Tory".
Familiarizado com alguns dos problemas da Irlanda, tendo acompanhado seu pai, o lorde-tenente (vice-rei), por lá (1876-80), Randolph Churchill ficou comprometido de continuar a união, mas reconheceu o nível da administração mal feita e se opôs a medidas coercivas.
Seu apontamento, em 1884, ao cargo de presidente da União Nacional de Associações Conservadoras e sua advocacia de mais participação popular na organização do partido acabaram provocando uma ruptura com a liderança aristocrática de Lorde Salisbury, causando uma divisão do partido naquele ano.
Lorde Salisbury tornou-se primeiro-ministro em junho de 1885, marcando a volta dos conservadores ao poder, e Churchill foi apontado Secretário de Estado para a Índia. O acontecimento mais importante de seu mandato foi a anexação da Birmânia. Lorde Randolph deixou o ofício com Salisbury em 1 de fevereiro de 1886, depois de uma ruptura entre conservadores e nacionalistas irlandeses, que causou a perda da maior parte dos votos em favor dos conservadores no bloco irlandês dentro da Câmara dos Comuns.
Depois de sua renúncia, tornou-se presidente da Câmara dos Comuns e chanceler do Tesouro. Seu primeiro orçamento criticou inteira e implicitamente a política do exterior, por seus propostos cortes drásticos nos fundos para o serviço das forças armadas. Foi rejeitado pelo gabinete, e Churchill renunciou.
Para sua surpresa, não houve esforço para reconciliação e nem clamor popular. Ele continuou como um membro do Parlamento, mas não desempenhou mais um papel político ativo desde então, devotando-se a corrida de cavalos. Em seus últimos anos, sofreu com uma paralisia sifilítica geral, que confundiu sua mente e o matou lentamente.

## Casamento influente
Lorde Randolph Churchill casou-se, em 15 de abril de 1874, com a norte-americana Jennie Jerome, filha de Leonard Jerome, um investidor de Nova York. Eles tiveram dois filhos: Winston Leonard Spencer-Churchill (1874–1965) e John Strange Spencer-Churchill (1880–1947). Os contatos sociais de Jennie Jerome ajudaram inicialmente a carreira política de Randolph a avançar.
Há rumores de que o segundo filho, John, não era filho biológico de Randolph, mas sim do coronel irlandês John Strange Jocelyn, 5.º Conde de Roden (1823–1897), com quem Jennie envolveu-se secretamente. Casos extraconjugais eram comuns entre a elite social da época, e o casamento dos Churchill não foi diferente. Outros amantes influentes de Jennie Churchill teriam sido o Conde Karel Andreas Kinsky, Eduardo VII do Reino Unido (depois do nascimento de John) e Milan Obrenović IV da Sérvia. Lorde Randolph realmente teve intrigas por um tempo com Eduardo VII, durante esse caso com Jennie. Entretanto, eles mais tarde reataram a amizade, que durou até a morte de Randolph. Faleceu em 24 de janeiro de 1895. Está sepultado na St Martin's Church, Bladon, Oxfordshire na Inglaterra.